# Raveň
Raveň (německy Robus) je vesnice v nadmořské výšce 600 metrů, která je rozložena podél slepé cesty, poblíž mezinárodní silnice České Budějovice–Linec. Název Ráveň je používán od roku 1600 a je odvozen od slova „rovina“.

## Historie
V bývalé česko-německé zemědělské osadě, postavené téměř v rovině, žilo sedm usedlíků, kteří byli v roce 1658 poddanými města Kaplice. Náves byla v západní části.
O osadě Ráveň jsou zmínky z roku 1381, kdy ji od svých strýců Vernéře a Přibíka koupil Markvart z Pořešína. V roce 1387 ji dostali Rožmberkové, kteří ji připojili k velešínskému panství. Potom ves zdědili Švamberkové, jimž ji zabavil císař a prodal Buquoyovi. Po zrušení poddanství v roce 1848 se Ráveň dostala do krumlovského okresu. Škola byla postavena v severovýchodní části osady, v roce 1908. V letech 1900 až 1945 žilo v Rávni okolo sto padesáti obyvatel, mírně převažovali Němci. Po záboru Sudet byla Ráveň německou pohraniční obcí, hranice mezi protektorátem a Německou říší byla na kaplickém nádraží.
Po odchodu německého obyvatelstva po roce 1945 se prosperujících a solidně zařízených německých statků sice ujali čeští dosídlenci, ale dlouho hospodařit nedokázali, brzy přišla kolektivizace a socializace venkova, budovy zabral státní statek, který v nich zřizoval stáje, sklady a jednoduché byty pro své zaměstnance. V roce 1950 měla Ráveň sedmdesát obyvatel. Výstavbou nových objektů zemědělské velkovýroby osada postižena nebyla.
V roce 1970 klesl počet obyvatel na 37, potom začaly mezi starou Rávní a hlavní silnicí vyrůstat nové rodinné domy, a obyvatelstva začalo přibývat. Do roku 1971 byla v Rávni obecní samospráva. Bývalé velké zemědělské usedlosti začaly pustnout, některé byly zbořeny, ke konci osmdesátých let byl na jižním okraji Rávně postaven jednopatrový panelový bytový dům, a tak celkově zde převažuje nová výstavba, a Ráveň více než typickou vesnicí je satelitním příměstským sídlištěm.

## Hospodářství
Zemědělství však z Rávně neodešlo, zdejší pozemky obhospodařuje několik soukromých zemědělců a společností, přičemž některá pole se změnila na pastviny. Významným reprezentantem Rávně je také zdejší dopravní firma.

## Zajímavosti
Západně od Rávně vede železniční trať České Budějovice – Horní Dvořiště – Linec. Trať z velké části kopíruje trasu první evropské koněspřežní železnice, která zde jezdila od 7. srpna 1827. Na současnou trať, postavenou jako Dráhu císařovny Alžběty , poprvé vyjela parní lokomotiva 1. prosince 1871.